# Uhličitan lithný
Uhličitan lithný (Li2CO3) je anorganická sloučenina, lithná sůl kyseliny uhličité. Rozpustnost ve vodě s rostoucí teplotou klesá (totéž platí pro plyny a několik málo pevných látek, například hydroxid vápenatý). Vzácně se vyskytuje v přírodě jako minerál zabuyelit.
Reaguje s vodou a oxidem uhličitým:
Li2CO3 + CO2 + H2O → 2 LiHCO3.

## Použití
Li2CO3 se používá nejvíce v chemickém průmyslu, také jako složka speciálních druhů skla. Je hlavní komoditou, s níž se obchoduje na světovém trhu s lithiem. V průmyslové kvalitě ("battery grade") je hlavní surovinou pro výrobu Li-Ion baterií, používaných v elektrotechnice a automobilovém průmyslu.

### Použití v medicíně
Soli lithia (nejčastěji ve formě uhličitanu – lithii carbonas, Lithium carbonicum) se používají při léčbě bipolární afektivní poruchy (maniodepresivní psychózy). K účinku profylaxe je nutné několikaměsíční podávání. Nežádoucími účinky solí lithia při předávkování jsou třes, křeče, poškození ledvin – polyurie.
- farmakokinetika: dobře se vstřebává z trávicí soustavy, vrcholu koncentrace dosahuje za 2 – 4 hodiny, vylučuje se většinou ledvinami, prochází placentární bariérou a do mateřského mléka;
  - biologický poločas: 20–60 hodin. Ledvinami se vylučuje více než 90 % léčiva;[4]
- účinek se rozvíjí až po 6 – 12 měsících soustavné aplikace. Denní dávky u této indikace jsou nižší než u akutní mánie, pohybují se mezi 0,9 až 1,2 g denně a hladiny lithia v krvi by měly dosahovat 0,4 – 0,8 mmol/l; [5][6]
- speciality: Lithium Carbonicum Slovakofarma, Contemnol; zahraniční: Eskalith, Lithium Carbonicum, Lithobid, LithoTab, Priadel, Quilonum a další viz zde: [7]
- Uhličitan lithný se používá také jako homeopatický preparát.

### Pyrotechnika
Uhličitan lithný se používá jako součást pyrotechniky (zbarvuje plamen do tmavočervena).